# 금호아시아나문화재단
금호문화재단(Kumho Cultural Foundation, 錦湖韓亞文化財團)(대표 이원태)은 '한국 국가 발전에 공헌할 인재 양성, 학술·예술 등의 진흥을 위한 문화 활동과 이의 연구조사, 창작 보급에 참여하고 이를 지원'이라는 목적으로 1977년 11월 29일 설립된 대한민국 문화체육관광부 소관의 재단법인이다. 사무실은 서울특별시 종로구 새문안로 76 (신문로1가)에 있으며, 본점은 서울특별시 종로구 삼청로 18 (사간동)에 있다.

## 역사
1977년 11월29일에 창립되었다. 당시 금호그룹(現 금호아시아나그룹)이 2억원을 출자해 장학재단으로 출발하였으며, "기업의 오늘을 있게 한 지역과 지연민들에게 그 이윤의 일부를 되돌려줘야 한다"는 금호아시아나의 경영 철학을 기본으로 장학 사업을 확장하여 오늘날 클래식음악, 미술, 장학 사업을 아우르는 모범적인 문화재단으로 성장했다.
재단의 목표는 '영재는 키우고, 문화는 가꾸고'라는 설립 취지에 모든 것이 담겨있다. 재단이 운영하고 있는 클래식 음악 전용 홀인 금호아트홀과 한국의 젋은 음악도를 위한 교육의 공간 문호아트홀, 국내 사립미술관의 대표주자인 금호미술관의 운영 목표 역시 여기에 맞춰져 있는데 무엇보다 주력하는 것은 음악과 미술 각 분야의 영재를 집중 발굴 및 육성하는 데 있다. 그 동안 재단이 국내외 저명 연주자와 해외 오케스트라 초청, 다양한 문화예술 교육 프로그램 운영, 명품 고악기 무상 임대, 음악 영재 및 젊은 작가 발굴 및 지원, 연주자 항공권 제공 및 음악 영재에 장학금 수여 등의 활동을 지속적으로 펼친 것은 바로 이 때문이다. 또한, 금호예술기금을 쾌척하여 예술의전당 음악영재 캠프 & 콩쿠르를 개최하는 등, 국내 문화예술계의 발전을 위한 기금 지원 활동도 활발히 하고 있으며 그 결과 한국의 대표적인 메세나로 자리 잡았다.
2019년 5월부터 광화문에 위치한 금호아트홀이 연세대학교 內 금호아트홀 연세로 이관하여 운영되고 있다.

## 주요 사업
문화예술 지원사업은 음악사업, 미술사업, 장학사업 등 크게 세 가지 분야로 나뉜다. 대표적인 클래식 영재 발굴 시스템으로 '금호영재콘서트 시리즈'(만 14세 미만)와 '금호영아티스트콘서트 시리즈'(만 14세 이상)가 있다. 지금까지 두 콘서트를 통해 배출된 음악 영재들은 1천 여 명에 달하며, 김선욱(피아노), 손열음(피아노), 권혁주(바이올린), 김봄소리(바이올린), 신지아(바이올린), 임지영(바이올린), 조진주(바이올린), 최예은(바이올린), 이유라(바이올린/비올라), 고봉인(첼로), 문태국(첼로), 조성현(플루트), 함경(오보에), 김한(클라리넷) 등이 대표적이다.

## 연혁
- 1977년 11월 29일 - 금호문화재단 설립
- 1989년 - 서울특별시 관훈동 금호갤러리 설립
- 1990년 - 한국 최초 직업 실내악단 금호현악4중주단 창단
- 1994년 - 故박성용 이사장 문화훈장 최고등급 문화무궁화장 수상
- 1996년 - 서울특별시 사간동 금호미술관 건립
- 1997년 6월 - 기획공연 '갤러리 금요콘서트' 시리즈 개설 장소:금호미술관
- 1998년 7월 - 기획공연 '금호영재콘서트' 시리즈 개설 장소:금호미술관
- 1999년 7월 - 기획공연 '금호영아티스트콘서트' 시리즈 개설 장소:금호미술관
- 2000년 12월 - 서울특별시 광화문 금호아트홀 개관, 갤러리 금요 콘서트 -> 금호아트홀 금요시리즈로 변경
- 2002년 11월 - 메세나 대상(대통령상) 수상: 금호현악4중주단 운영
- 2003년 11월 - 금호월드오케스트라시리즈1: 계몽시대 오케스트라 초청
- 2004년 5월 - 故박성용 이사장 몽블랑 문화예술 후원자상 수상
- 2004년 10월 - 금호월드오케스트라시리즈2: 뉴욕필하모닉 내한공연 (지휘: 로린 마젤)
- 2005년 6월 - 금호월드오케스트라시리즈3: 필라델피아 오케스트라 (지휘: 크리스토프 에센바흐)
- 2005년 11월 - 금호월드오케스트라시리즈4: 베를린 필하모닉 (지휘: 사이먼 래틀 경
- 2006년 1월 - 제2회 금호음악인상/금호음악스승상 시상 음악회
- 2006년 6월 - 금호월드오케스트라시리즈5: NHK 심포니 오케스트라 (지휘: 블라디미르 아슈케나지)
- 2006년 11월 - 금호월드오케스트라시리즈6: 뉴욕필하모닉 (지휘: 로린 마젤)
- 2007년 8월 - 금호아시안오케스트라시리즈1: 상하이 심포니 오케스트라 (지휘: 첸 시엔 양)
- 2007년 11월 - 금호월드오케스트라시리즈7: 파리 오케스트라 (지휘: 크리스토프 에센바흐)
- 2008년 2월 - 금호월드오케스트라시리즈8: 뉴욕필하모닉 (지휘: 로린 마젤)
- 2008년 3월 - 금호아트홀 객석 증설 공사 완료 305석 -> 390석
- 2008년 4월 - 금호월드오케스트라시리즈9: 몬트리올 심포니 오케스트라 (지휘: 켄트 나가노)
- 2008년 11월 - 금호월드오케스트라시리즈10: 베를린 필하모닉 (지휘: 사이먼 래틀 경)
- 2009년 4월 - 금호아시안오케스트라시리즈2: 도쿄 메트로폴리탄 심포니 오케스트라 (지휘: 고이즈미 가즈히로)
- 2009년 10월 - 금호월드오케스트라시리즈11: 뉴욕필하모닉 (지휘: 앨런 길버트)
- 2010년 11월 - 금호월드오케스트라시리즈12: 로열 콘세르트허바우 오케스트라 (지휘: 마리스 얀손스)
- 2011년 11월 - 금호월드오케스트라시리즈13: 베를린 필하모닉 (지휘: 사이먼 래틀 경)
- 2012년 8월 - 금호아시안오케스트라시리즈3: 차이나 내셔널 심포니 오케스트라 (지휘: 리신차오)
- 2013년 1월 - '금호아트홀 상주음악가' 시리즈 개설
- 2013년 11월 - 금호월드오케스트라시리즈14: 베를린 필하모닉 (지휘: 사이먼 래틀 경)
- 2014년 2월 - 금호월드오케스트라시리즈15: 뉴욕필하모닉 (지휘: 앨런 길버트)
- 2014년 6월 - 금호월드오케스트라시리즈16: NHK 심포니오케스트라 (지휘: 히로1카미 주니치)
- 2014년 9월 - 박삼구 이사장 몽블랑 문화예술 후원자상 수상
- 2015년 3월 - 금호월드오케스트라시리즈17: LA 필하모닉 (지휘: 구스타보 두다멜)
- 2016년 11월금호월드오케스트라시리즈18: NHK 심포니 오케스트라 내한공연
- 2017년 11월 금호월드오케스트라시리즈19:사이먼 래틀& 베를린 필

## 같이 보기
- 금호아트홀
- 금호아트홀 연세
- 금호미술관